# Troglohyphantes kratochvili
Troglohyphantes kratochvili este o specie de păianjeni din genul Troglohyphantes, familia Linyphiidae, descrisă de Drensky, 1935.
Este endemică în Macedonia. Conform Catalogue of Life specia Troglohyphantes kratochvili nu are subspecii cunoscute.